# A botada dos padres fora
Botada dos padres fora foi o movimento dos paulistas para expulsar os padres da Sociedade de Jesus do Colégio de São Paulo, no que foram imitados pelo povo do Rio de Janeiro, porque os padres queriam forçar o cumprimento de bulas recentes do Papa Urbano VIII sobre a liberdade dos índios.

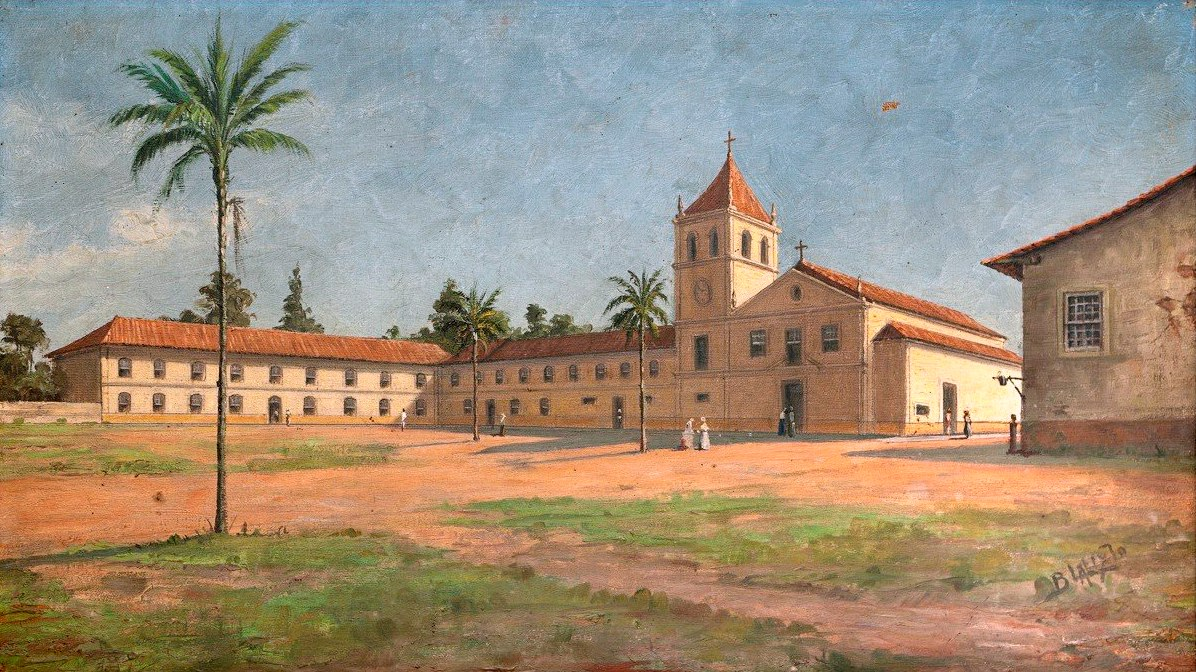
Pátio do Colégio, centro de São Paulo, pintado por Benedito Calixto.

## Antecedentes
Em 2 de junho de 1640, povo e câmara de São Paulo intimaram os jesuítas, na pessoa do Reitor Padre Nicolau Botelho, a que se recolhessem ao colégio do Rio de Janeiro, dando-lhes seis dias de prazo da expulsão, efetuada afinal em 13 de julho. Havia aposto assinaturas Fernando de Camargo, Amador Bueno o Velho e Amador Bueno, o Moço; Bartolomeu Fernandes de Faria, José Ortiz de Camargo, Marcelino de Camargo, Francisco de Camargo; Manuel de Siqueira, João Maciel Baião, Simão Borges Cerqueira, Mateus Luís Grou, Bartolomeu de Quadros, Henrique da Cunha Lobo, Belchior de Borba, e outros mais.
A causa era a condenação do cativeiro dos índios, obtida de novo em Roma pelo Padre Francisco Diaz Taño. Este padre chegara ao Rio de Janeiro em abril de 1640 na qualidade de «procurador dos índios e missionários do Paraguai e Tucumã», com provisão do Coletor Castracani dirigida ao prelado Albernaz, incumbindo-o da execução da Bula de 22 de abril de 1639. Houve no Rio de Janeiro profunda agitação, a Câmara em nome do povo opôs embargo à execução da Bula, Albernaz recebeu os moradores, apesar de suas simpatias, os padres foram incitados por Diaz Taño e pelo visitador Pedro de Moura a exigir a bula e interpuseram agravos aos embargos da Câmara. Motins e arruaças no Rio, jesuítas apupados e apedrejados, seus escravos e índios maltratados, propriedades depredadas, recolheram-se ao Colégio. Haveria meses de agitação e protestos.
A 18 de junho de 1640 uma massa popular armada subiu o morro do Castelo, no Rio de Janeiro, para iniciar o assalto ao Colégio dos Jesuítas, forçando a intervenção do governador Salvador Correia de Sá e Benevides em pessoa, que a custo pode salvar a vida dos jesuítas. Ofereceu-se na porta do Colégio como mediador e, apesar da situação tão grave, conseguiu uma «escritura de composição» lavrada a 22 de junho pelo tabelião João Antônio Correia.
A 22 de junho houve no Colégio do Rio uma convenção entre o Padre Francisco Diaz Taño, o Padre Pedro de Moura, visitador geral da Província do Brasil, o Padre José da Costa (Reitor do Colégio do Rio), o Padre Mateus Dias (procurador do mesmo colégio), de uma parte, e de outra a Municipalidade, com os procuradores do povo do Rio que eram o sargento-mor João Dantas, o capitão Aleixo Manuel, o capitão Diogo de Ávila e João de Zeures, oficiais da Câmara.
Ressentiram-se os de São Paulo por terem os do Rio feito «paz em separado», sem incluir São Vicente e São Paulo nos termos. De qualquer jeito, puseram fim aos motins por terem os jesuítas feito publicar o breve de 22 de abril de 1639 do papa Urbano VIII, inovando as Bulas de 28 de maio e 2 de junho de 1537 em favor da liberdade dos índios. Os jesuítas foram assim forçados a concordar com a suspensão das ordens da Cúria romana.

## Expulsão
Os Jesuítas acabaram expulsos do Colégio em São Paulo a 13 de julho 1640 por pretenderem ver obedecido o breve do Papa sobre a liberdade dos índios. Ficaram 13 anos no exílio, sendo colégio e Igreja danificados. Pazes só aconteceriam em 1653. Era vigário de São Paulo o ex-jesuíta Padre Manuel Nunes, que muito rixou com a Câmara por defender veementemente seus irmãos de roupeta.
Houve contra os jesuítas o apoio dos procuradores das câmaras de São Paulo, Itanhaém, Santana de Parnaíba, Mogi das Cruzes e São Vicente. Afastaram-se assim da vila o Reitor, Padre Nicolau Botelho, e os padres Antônio Ferreira, Antônio de Mariz, Domingos Alves, alcunhado o Pucuí, Antônio Gonçalves e Lourenço Rodrigues. Os paulistas resolveram enviar a Lisboa, apresentar queixas, seus procuradores Baltasar Borba Gato, Luís da Costa Cabral e Amador Bueno, o Moço, os quais não deixariam de fazer acusações graves a Salvador Correia de Sá e Benevides. Encarniçados, os oficiais da Câmara de São Paulo a 21 de julho ainda resolveram, por requerimento do procurador do conselho, exigir do padre vigário Manuel Nunes que apresentasse os poderes pelos quais dispunha dos bens dos padres, e perguntar-lhe por que andava dizendo que o povo estava excomungado, e reclamar que não continuasse a celebrar missas a portas fechadas, «sob pena de o desquitarem da igreja e da vigararia da vara, visto que, se era procurador dos padres, não podia ser juiz eclesiástico».
Na corte, os vicentinos se queixam dos jesuítas ao rei e representaram contra a proteção que lhes dava Salvador Correia de Sá e Benevides. O Conselho Ultramarino, porém, faria retornar ao Colégio os jesuítas expulsos, declarando anistia em 1647 a todos os que cumprissem as ordens reais referentes à liberdade dos índios no Brasil.